# Kijomori Taira
Kijomori Taira (japonsky 平 清盛, Taira no Kijomori, 1118 – 20. března 1181) byl japonský vojenský velitel a kugjó z pozdního období Heian. Založil první administrativní vládu v japonských dějinách, kterou ovládali samurajové. 

## Životopis
Narodil se v hlavním městě Heian-kjó jako prvorozený syn vůdce rodu Taira Tadamoriho Tairy (1096–1153). Existují spekulace, že Kijomori byl ve skutečnosti nemanželským synem císaře Širakawy. Podle Příběhu rodu Taira byla totiž jeho matka Njogo Gion palácovou služkou.
Po smrti svého otce v roce 1153 převzal Kijomori vedení rodu Taira, načež ctižádostivě vstoupil na politické kolbiště, kde předtím zastával pouze nižší pozici. Ještě dříve, v roce 1156 potlačil společně s Jošitomem Minamotem, vůdcem rodu Minamoto, vzbouřence, kteří vyvolali vzpouru Hógen. Tak se válečnické rody Taira a Minamoto staly novými vedoucími politickými silami v Kjótu. Tím se však ze spojenců stali úhlavní rivalové. Toto soupeření vyvrcholilo o čtyři roky později, když v lednu 1160 vypukla takzvaná vzpoura Heidži. Z tohoto střetu vyšel vítězně Kijomori Taira, jenž v rozhodující bitvě porazil Jošitoma Minamota, který, stejně jako jeho dva nejstarší synové Tomonaga a Jošihira, zahynul. Kijomori Taira se tak stal hlavou nejmocnějšího válečnického rodu v Kjótu či Heian-kjó. Nicméně o moci a vlivu jeho rodu v provinciích v té době by se dalo diskutovat. Kijomori Taira projevil milosrdenství, když několik přeživších Minamotových synů včetně pouze 13letého Joritoma, Norijoriho a Jošicuneho poslal místo na smrt do vyhnanství. Tato shovívavost později způsobila pád rodu Taira.
Vzhledem ke svému postavení hlavy jediného zbývajícího válečnického rodu získal Kijomori jedinečnou možnost manipulovat dvorským soupeřením mezi bývalým císařem Go-Širakawou a jeho synem panujícím císařem Nidžóem. Díky tomu dokázal stoupat vzhůru po žebříčku vládních hodností, ačkoli za většinu jeho povýšení a rovněž za úspěšnost jeho rodiny při získávání dvorských hodností a titulů mohl patronát, který nad ním držel excísař Go-Širakawa. Tato cesta vzhůru vyvrcholila v roce 1167, kdy se Kijomori Taira stal prvním dvořanem pocházejícím z válečnické rodiny, jenž byl jmenován kancléřem císařství (daidžó-daidžin) a prakticky prvním ministrem císařské vlády. Jak bylo v té době zvykem, vzdal se záhy postavení hlavy rodu Taira. Chtěl si tak udržet společenskou a politickou prestiž osoby, jež dosáhla nejvyššího úřadu v zemi a není přitom vázána jinými povinnostmi. To byla po řadu let běžná praxe na nejvyšších stupních japonské vlády. Kijomori Taira tak ještě víc posiloval svoji pozici v paláci. Mnoho dvořanů, kteří pocházeli z tradičních, tedy neválečnických, šlechtických rodin, však nebylo příliš potěšeno ani způsobem, jímž Kijomori Taira získal moc, ani tím, jak se choval k ostatním vysoce postaveným dvořanům.

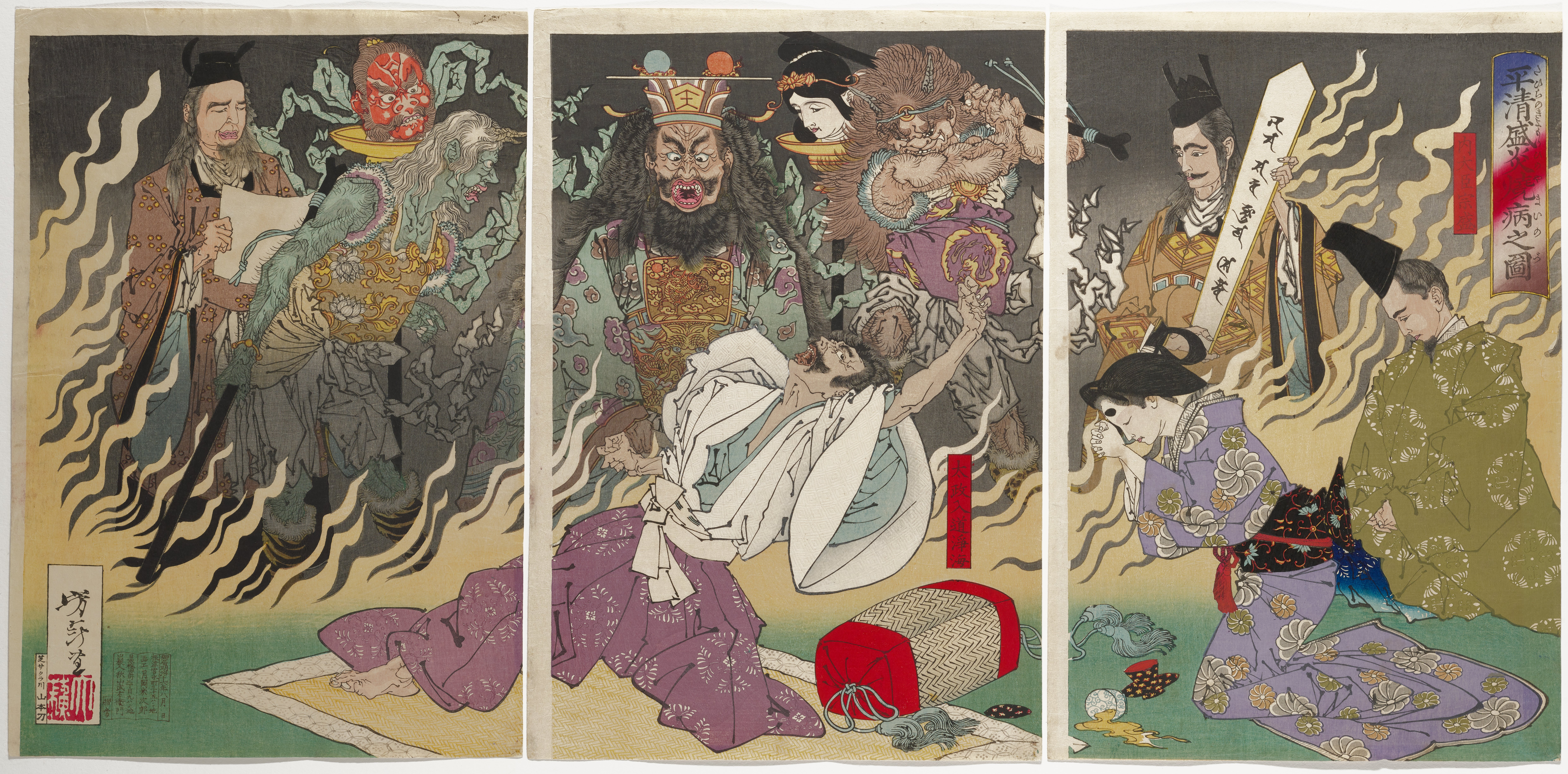
Kijomoriho Tairu straší v záchvatu horečky vize pekla a duchů jeho obětí. Autorem tisku z roku 1883 je mistr ukijo-e Jošitoši Cukioka.

V roce 1171 dohodl Kijomori Taira sňatek své dcery Tokuko (平 徳子, 1155─1214) s císařem Takakurou. Jejich první syn princ Tokohito (言仁親王, budoucí císař Antoku) se narodil v roce 1178. Následujícího roku provedl Kijomori státní převrat, jímž svoje soupeře donutil, aby se vzdali všech svých vládních pozic, a vzápětí je poslal do vyhnanství. Uvolněná místa poté obsadil svými příbuznými a spojenci a na bývalého císaře Go-Širakawu uvalil přísné domácí vězení. Konečně roku 1180 přinutil císaře Takakuru k abdikaci a na trůn dosadil svého vnuka Tokohita.
S růstem moci a bohatství rodu Taira a novým monopolem Kijomoriho Tairy na neomezenou úřední moc se řada jeho spojenců, většina provinčních samurajů, a dokonce i členové jeho vlastního klanu obrátili proti němu. Bratr císaře Takakury princ Močihito vyzval Kijomoriho staré soupeře z rodu Minamoto, aby proti Tairům povstali. To byl impuls k vypuknutí Genpeiské války v červnu 1180. Kijomori Taira 20. března následujícího roku zemřel a zanechal svého syna Munemoriho, aby byl jako hlava rodu Taira svědkem, jak rod Minamoto v roce 1185 porazil a zničil jeho rod.
V Příběhu rodu Taira se píše, že když Kijomori Taira umíral, měl tak vysokou horečku, že každého, kdo se k němu pokusil přiblížit, jeho žár popálil.

## Rodina
- Otec: Tadamori Taira (1096─1153)
- Matka: Njogo Gion (?─1147)
- Manželky a konkubíny:

Kijomori Taira měl 5 manželek a konkubín, s nimiž zplodil asi 16 dětí, z čehož bylo nejméně 5 synů + 2 adoptivní.